# 美南长老会差会
美南长老会差会（American Southern Presbyterian Mission）是美南长老会的海外传教机构，美南长老会在1861年成立。

## 中国
1867年美南长老会向中国杭州派出了第一批传教士，以后沿京杭大运河向北扩展，尤其在江苏省均有重要影响。1952年退出中国大陆后，继续在台湾协助传教。

## 日本
1885年，美南长老会向日本高知县派出了2名传教士。1888年，美南长老会在名古屋设立了金城女学校。
1901年，植村正久在美北长老会的明治学院讲授自由主義神学、进化论。1907年，神戸神学院成立。校長塞缪尔·富尔顿。教师多为普林斯顿神学院毕业的美南长老会传教士。
1927年，神戸神学院与大阪神学院合併成立中央神学院，校長塞缪尔·富尔顿。中央神学院明确主张圣经无谬误。中央神学院一直拒绝进行宫城遥拜、参拜神社这样的偶像崇拜活动，因此在1942年3月被关闭。
中央神学院的毕业生冈田稔、战后的日本基督教改革派教会参与了神户改革宗神学院的建立。